# Actinopus mairinquensis
Espèce
Actinopus mairinquensis est une espèce d'araignées mygalomorphes de la famille des Actinopodidae.

## (Distribution)
Cette espèce est endémique de l'État de São Paulo au Brésil,. Elle se rencontre vers Mairinque et São Paulo.

## (Description)
Le mâle holotype mesure 11,87 mm.

## (Étymologie)
Son nom d'espèce, composé de mairinqu[e] et du suffixe latin -ensis, « qui vit dans, qui habite », lui a été donné en référence au lieu de sa découverte, Mairinque.

## (Publication originale)
- Miglio, Pérez-Miles & Bonaldo, 2020 : « Taxonomic revision of the spider genus Actinopus Perty, 1833 (Araneae, Mygalomorphae, Actinopodidae). » Megataxa, vol. 2, no 1, p. 1-256.

## (Liens externes)
- (en) World Spider Catalog : Actinopus mairinquensis Miglio, Pérez-Miles & Bonaldo, 2020 dans la famille Actinopodidae +base de données (consulté le 20 octobre 2020)

## (Notes et références)
1. 1 2  World Spider Catalog (WSC). Musée d'histoire naturelle de Berne, en ligne sur http://wsc.nmbe.ch. doi: 10.24436/2, consulté lors d'une mise à jour du lien externe.
2. 1 2  Miglio, Pérez-Miles & Bonaldo, 2020 : « Taxonomic revision of the spider genus Actinopus Perty, 1833 (Araneae, Mygalomorphae, Actinopodidae). » Megataxa, vol. 2, no 1, p. 1-256.